# Zwarte wilg
Zwarte wilg (Salix myrsinifolia) is een soort uit de wilgenfamilie (Salicaceae).

## Determinatie
Zwarte wilg is een tweehuizige soort die doorgaans dicht vertakte struiken vormt. Meestal bereikt ze een hoogte van 2–5 m; in het noorden van haar verspreidingsgebied kan de soort uitgroeien tot een 8 m hoge boom. Zwarte wilg heeft donkerbruine tot zwartbruine twijgen. De bladeren verkleuren bij het drogen zwart. Het blad heeft grote, niervormige of scheef eironde steunblaadjes. De bladsteel is 3,5–12(–15) mm lang. Het rondachtige of ellipsvormig tot lang-lancetvormige blad is 4–10 cm lang en 1,5–5 cm breed. Het blad heeft zeven tot tien paar nerven. De bovenkant van het blad is bijna kaal en glanzend donkergroen. De onderkant is met een grijsgroene waslaag bedekt en de nerven zijn hier behaard.
Zwarte wilg bloeit kort voor het uitlopen van de bladknoppen van april tot mei. De mannelijke katjes zijn ongeveer 3 cm lang en de vrouwelijke 5 cm. De schutblaadjes zijn klein en aan de basis licht en naar boven toe bruin gekleurd. Ze zijn wit behaard met een lange baard. Elke bloem heeft een nectarklier. De mannelijke bloemen hebben twee meeldraden met rode helmknoppen. Het vruchtbeginsel van de vrouwelijke bloemen is kaal en langgesteeld. De stijl is lang en de stempel kort, gespleten en zijwaarts gebogen. De vrucht is een 6–10 mm lange doosvrucht.
Het aantal chromosomen is 2n=114.

## Verspreiding
Het natuurlijke verspreidingsgebied van zwarte wilg strekt zich uit over Europa en tot in het westen van Siberië. De soort is in Nederland zeldzaam en in België zeer zeldzaam.

## Fotogalerij

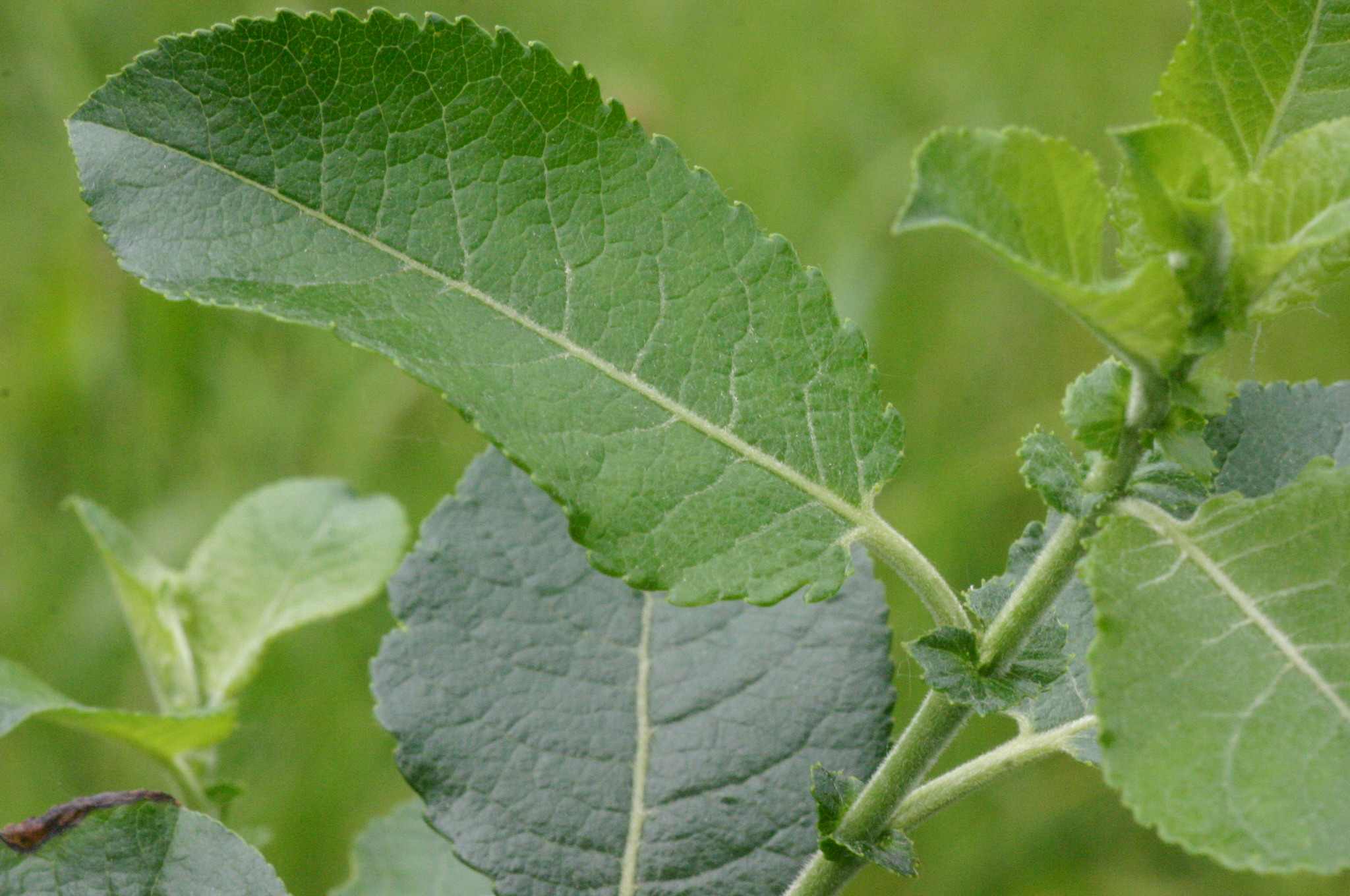
Bladeren
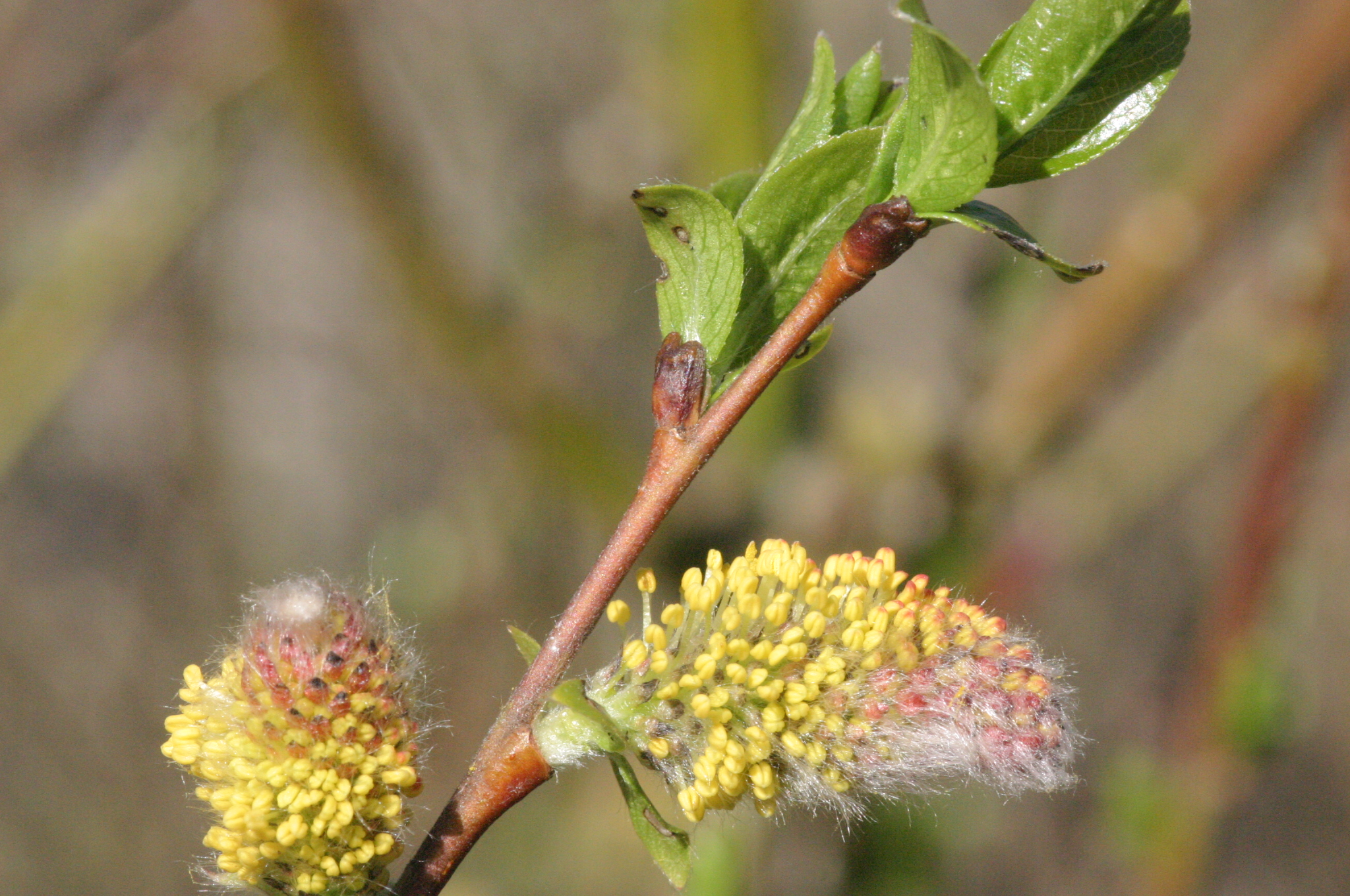
Bloeiende mannelijke katjes
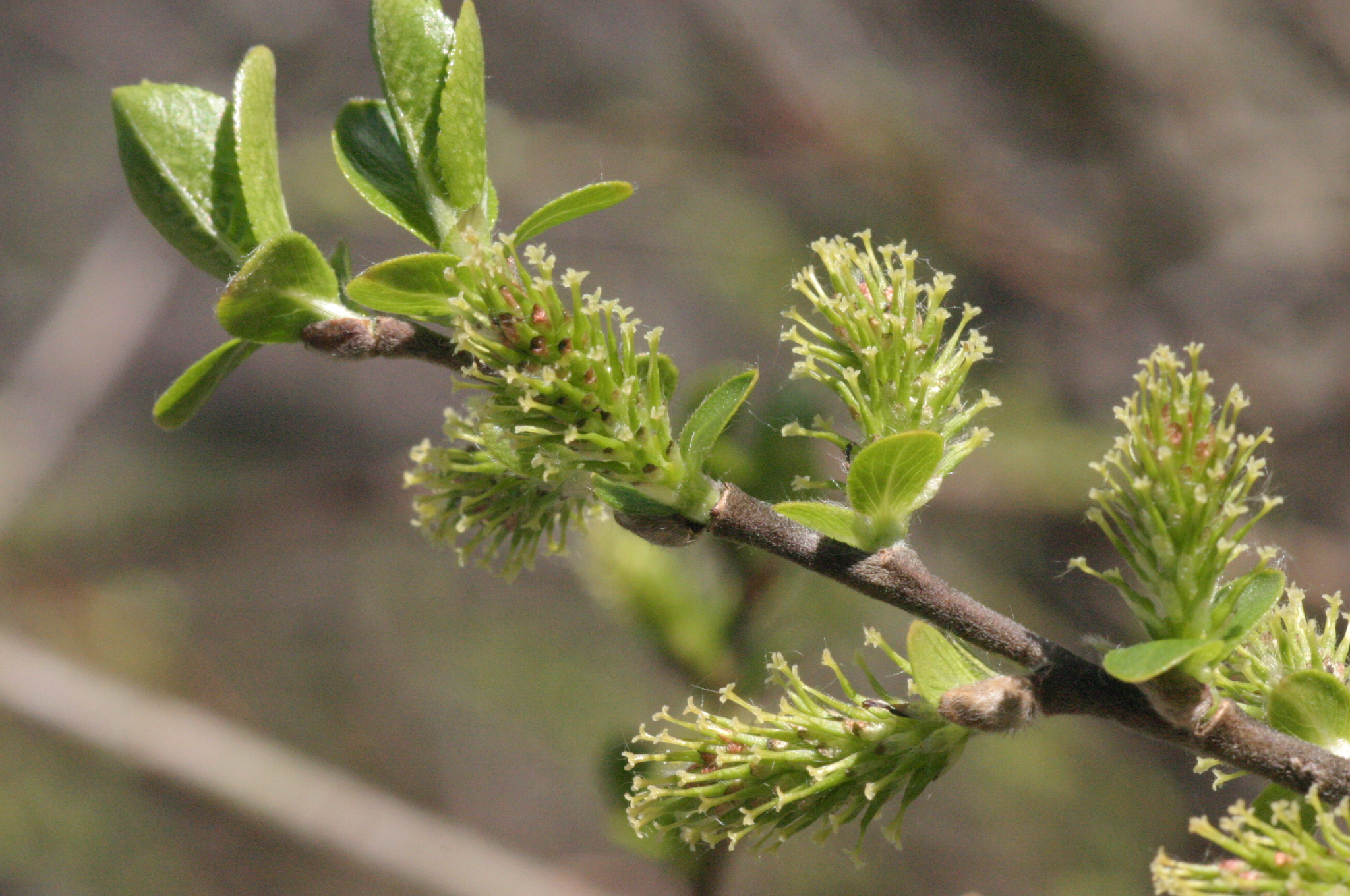
Bloeiende vrouwelijke katjes